# Сан-Жуан-да-Пешкейра
Са́н-Жуа́н-да-Пешке́йра (порт. São João da Pesqueira; МФА: [ˈsɐ̃w ʒu.ˈɐ̃w dɐ pɨʃ.ˈkɐj.ɾɐ], Се́ун-Жуе́ун-де-Пишке́йре, «Сан-Жуан-Рибацький») — муніципалітет і містечко в Португалії, в окрузі Візеу. Розташований у центрально-північній частині країни, на теренах історичної португальської провінції Бейра. Належить до Ламегуської діоцезії Католицької церкви в Португалії. Права міського самоврядування має з 1055 року. Поділяється на 11 парафій. За адміністративним поділом, чинним до 1976 року, був складовою провінції Трансмонтана і Верхнє Дору. Площа муніципалітету — 266,11 км², населення муніципалітету — 7874 ос. (2011); густота населення — 29,59 осіб/км²
. Патрон — святий Іван. Святковий день муніципалітету — 24 червня.   Код місцевої адміністративної одиниці — 1815. Складова статистичного регіону Північ.

## Географія
Сан-Жуан-да-Пешкейра розташоване на півночі Португалії, на північному сході округу Візеу.
Сан-Жуан-да-Пешкейра межує на півночі з муніципалітетом Аліжо, на північному сході — з муніципалітетом Карразеда-де-Ансіайнш, на сході — з муніципалітетом Віла-Нова-де-Фош-Коа, на південному сході — з муніципалітетом Пенедону, на півдні — з муніципалітетом Сернансельє, на заході — з муніципалітетом Табуасу, на північному заході — з муніципалітетом Саброза.

## Історія
1055 року леонський король Фернандо I надав Сан-Жуану форал (фуеро), яким визнав за поселенням статус містечка та муніципальні самоврядні права.

## Населення
| Кількість мешканців | Кількість мешканців | Кількість мешканців | Кількість мешканців | Кількість мешканців | Кількість мешканців | Кількість мешканців | Кількість мешканців | Кількість мешканців | Кількість мешканців | Кількість мешканців | Кількість мешканців | Кількість мешканців | Кількість мешканців | Кількість мешканців |
| ------------------- | ------------------- | ------------------- | ------------------- | ------------------- | ------------------- | ------------------- | ------------------- | ------------------- | ------------------- | ------------------- | ------------------- | ------------------- | ------------------- | ------------------- |
| 1864                | 1878                | 1890                | 1900                | 1911                | 1920                | 1930                | 1940                | 1950                | 1960                | 1970                | 1981                | 1991                | 2001                | 2011                |
| 11 908              | 13 056              | 13 777              | 14 145              | 13 962              | 13 953              | 14 470              | 15 642              | 16 061              | 16 504              | 14 060              | 15 069              | 14 618              | 14 283              | 14 037              |